# Apophtegmes des Pères du désert

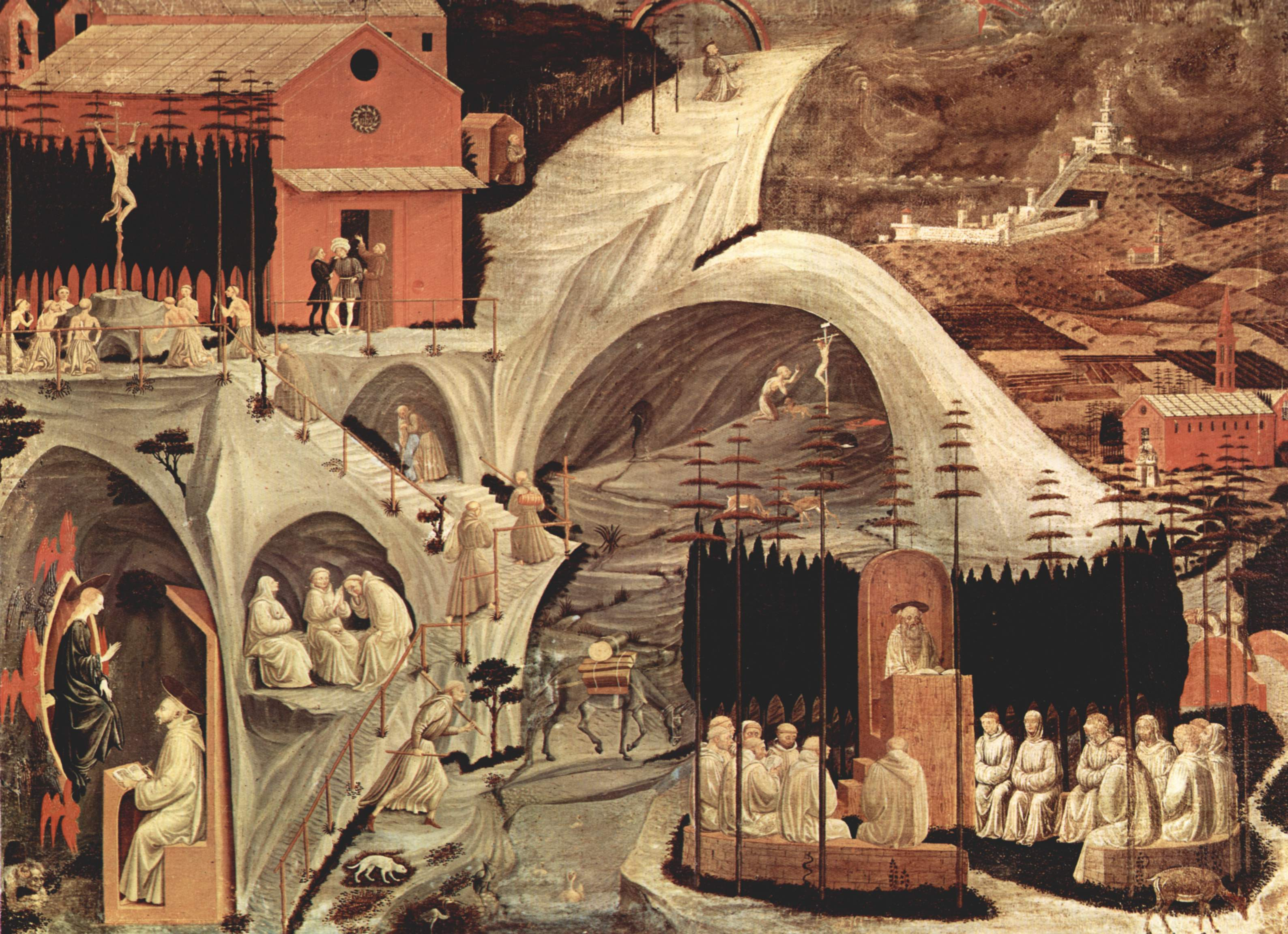
Pères du désert, La Thébaïde ou La Vie des Saints Pères, Paolo Uccello (1460).

Les Apophtegmes des Pères du désert (Apophtegma Patrum ou Apophthegmata Patrum en latin, « Paroles des Pères ») sont un ensemble de préceptes, d'anecdotes et de paroles, attribués aux ermites et aux moines qui peuplèrent les déserts égyptiens au IVe siècle. Ces écrits sont partie intégrante de la Tradition chrétienne. Les apophtegmes illustrent la vie spirituelle, l'éthique et les principes ascétiques et monastiques des Pères du désert. Transmis oralement en copte, ils furent mis par écrit aux IVe et Ve siècles et compilés en grec dans la première moitié du Ve siècle par Pallade dans son Histoire lausiaque et Théodoret dans son Histoire religieuse. Rufin proposa une traduction latine des apophtegmes dans son Histoire des moines d'Égypte. Les recueils connurent un grand succès et furent traduits dans presque toutes les langues de l'Église ancienne et médiévale, notamment en copte, arménien, amharique et syriaque. Ces textes, qui sont considérés comme un classique de la littérature chrétienne des premiers siècles, nourrirent la spiritualité monastique du christianisme médiéval oriental et occidental.

## Origines

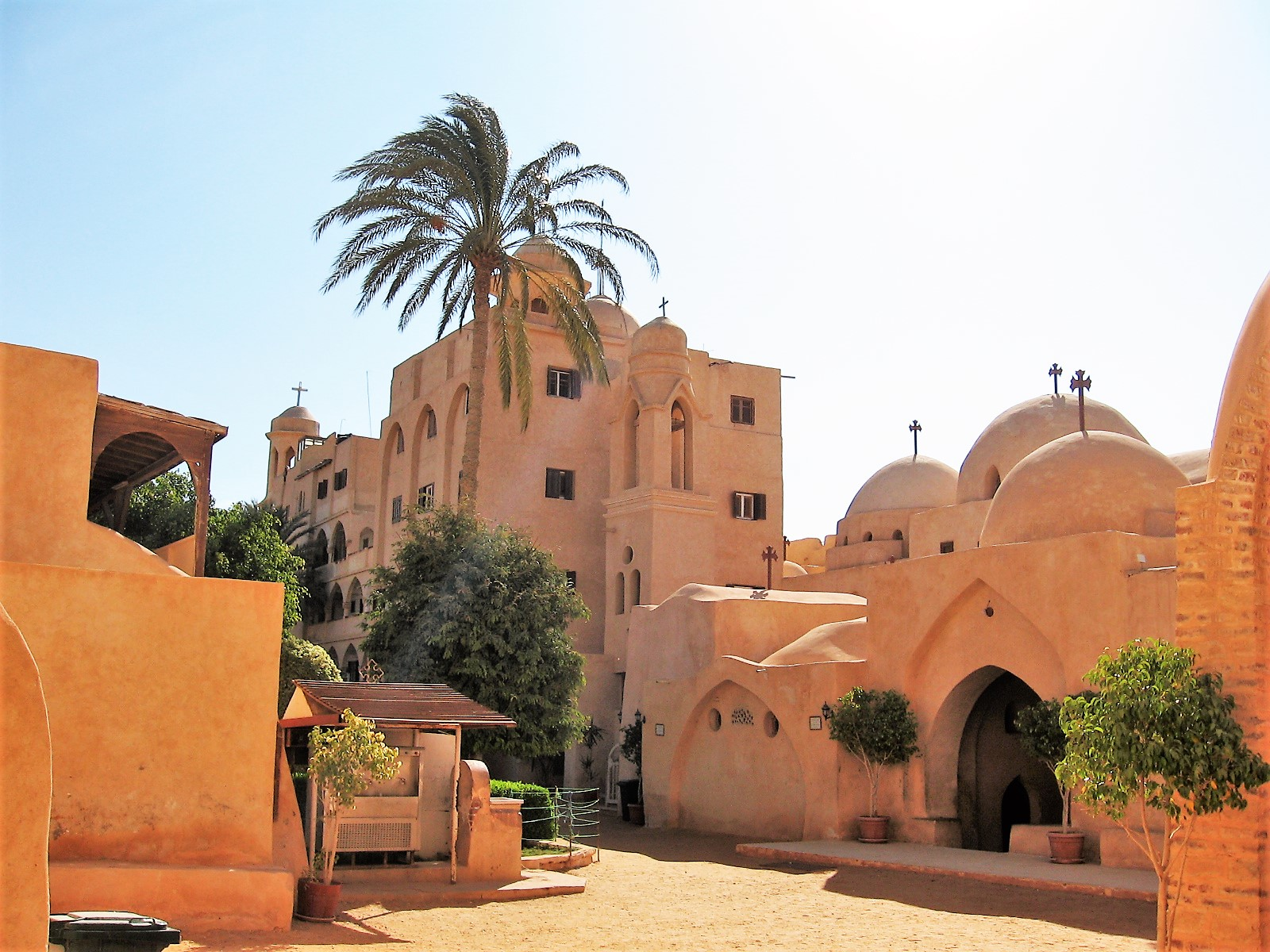
Monastère des Syriens à Ouadi Natroun (Egypte).

Au IVe siècle, des fidèles ayant rompu avec la civilisation de leur époque quittèrent les villes pour les déserts du nord de l'Égypte. En quelques décennies, les cabanes et les grottes dans lesquelles s'étaient installés les premiers ermites attirèrent tellement d'hommes voulant partager leur vie que de véritables communautés monastiques se constituèrent, comme celles de Scété, de Nitrie ou des Kellia. Le renom de sainteté dont jouissaient les grands anachorètes attirait dans leur solitude non seulement une foule de disciples, mais encore un grand nombre de visiteurs venus de toutes les parties de l'Europe pour recueillir sur leurs lèvres la doctrine authentique des voies spirituelles. Lorsqu'un fidèle arrivait dans l'un de ces centres monastiques, la règle était qu'il se mette à l'école d'un « ancien » ou « vieillard », ce mot ne désignant pas un homme âgé, mais celui qui, par une pratique intense du désert, était devenu expérimenté, apte à discerner l'authentique de l'apparent. Avec cet ancien, le novice apprenait à se libérer des replis égoïstes et à « discerner les esprits » pour devenir lui-même un homme spirituel. La ligne de force de cet enseignement était l'autorité particulière reconnue à la parole. Les apophtegmes proférés par le vieillard était considérés comme charismatiques mais leur efficacité dépendait totalement de la foi avec laquelle ils étaient accueillis par le disciple.
Les paroles des anciens furent colportées oralement pendant des décennies puis mises par écrit et indexées dans la première moitié du Ve siècle. On forma deux types de recueils : l'un consistait à grouper les apophtegmes suivant un classement thématique correspondant aux vertus ou pratiques de la vie du désert, l'autre à les classer selon les noms des Pères auxquels il se référaient. Les scribes chargés de l'œuvre ne se contentèrent pas de recopier les modèles, mais exercèrent une activité de compositeur, ajoutant ou retranchant des pièces selon les opportunités, afin que le texte remplisse au mieux la fonction à laquelle ils le destinaient. Ce fut l'origine des livres connus plus tard sous le nom de Verba Seniorum qui furent traduits en de nombreuses langues à partir du milieu du VIe siècle. Certains apophtegmes suivirent une ligne indépendante ; ainsi pour Daniel de Scété (CPG 7363), Arsène de Scété (CPG 5552) et d'autres.

## Auteurs

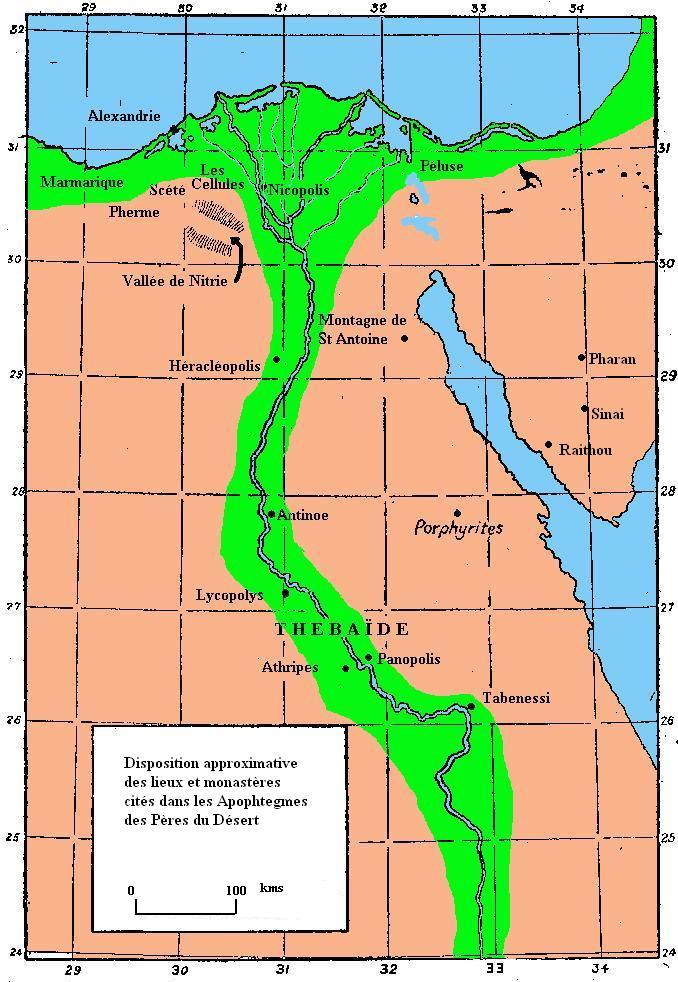
Carte des monastères d'Égypte.

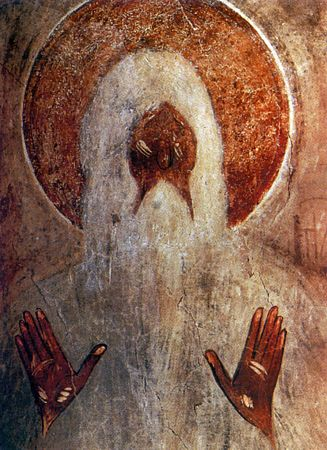
Macaire de Scété (Macaire l'Égyptien).

Les Pères du désert sont principalement des moines, appelés abbas (« pères »), mais il y a aussi des femmes, appelées ammas (« mères »), dont Sarra, Synclétique, Théodora, et les deux Mélanie, la Jeune et l'Ancienne. Quelques évêques éminents sont mentionnés (Athanase d'Alexandrie, Théophile d'Alexandrie, Cyrille d'Alexandrie, Épiphane de Salamine, Grégoire de Nazianze), mais également des séculiers comme Eucharistos le séculier ou le corroyeur d'Antoine le Grand. Si de nombreux apophtegmes sont nominatifs (au risque de ne pas permettre la distinction entre deux « abba Moïse » ou deux « abba Jean »), innombrables sont, dans les recueils thématiques, les apophtegmes anonymes : « un abba romain », « un grand personnage », « un ancien », « l'évêque d'une certaine ville », « un frère », « un moine », « le disciple d'un grand ancien », etc.
Ci-dessous, la liste, légèrement complétée, des Abbas pour lesquels quelques apophtegmes sont présentés dans l'ouvrage Parole des anciens : Apophtegmes des pères du désert de Jean-Claude Guy :
| A à E - Abraham - Achille - Agathon - Alonios - Ammoès - Ammonas - Ammoun - Anoub - Antoine - Apphy - Arès - Arsène - Athanase d'Alexandrie - Benjamin - Bessarion - Cassien - Chomaï - Coprès - Cronios - Cyrille d'Alexandrie - Cyrus - Daniel de Scété - Dioscore - Doulas - Élie - Éphrem - Épiphane de Salamine - Eucharistos le séculier - Euloge - Évagre | F à J - Félix - Gélasios - Gérontios - Grégoire - Grégoire le Théologien - Hellade - Héraclios - Hilarion - Hypéréchios - Isaïe - Isaac des Cellules - Isaac le Thébain - Isidore - Isidore le Prêtre - Ischurion - Jacques - Jean Colobos - Jean disciple de Paul - Jean de Perse - Jean de Thébaïde - Jean le Thébain - Joseph de Panépho - Joseph de Thèbes | L à O - Longin - Lucius - Macaire le Citadin - Macaire l'Égyptien - Marc l'Égyptien - Marc disciple de Silvain - Marcianus - Théodore de l'Ennaton - Matoès - Milésios - Mios - Moïse l'Éthiopien - Motios - Nétras - Nicétas - Nicon - Nil - Nisthérôos - Nisthérôs le Cénobite - Olympios - Or | P à Z - Pambo - Paphnuce - Paul le Cosmète - Paul le Grand - Paul le Simple - Philaerios - Pierre le Pionite - Pior - Pistamon - Poemen - Sérapion - Silvain - Sisoès - Sopatros - Théodore de Phermé - Théodote - Théonas - Théophile l'Archevêque - Timothée - Tithoès - Xanthias - Zacharie - Zénon |

## Littérature chrétienne

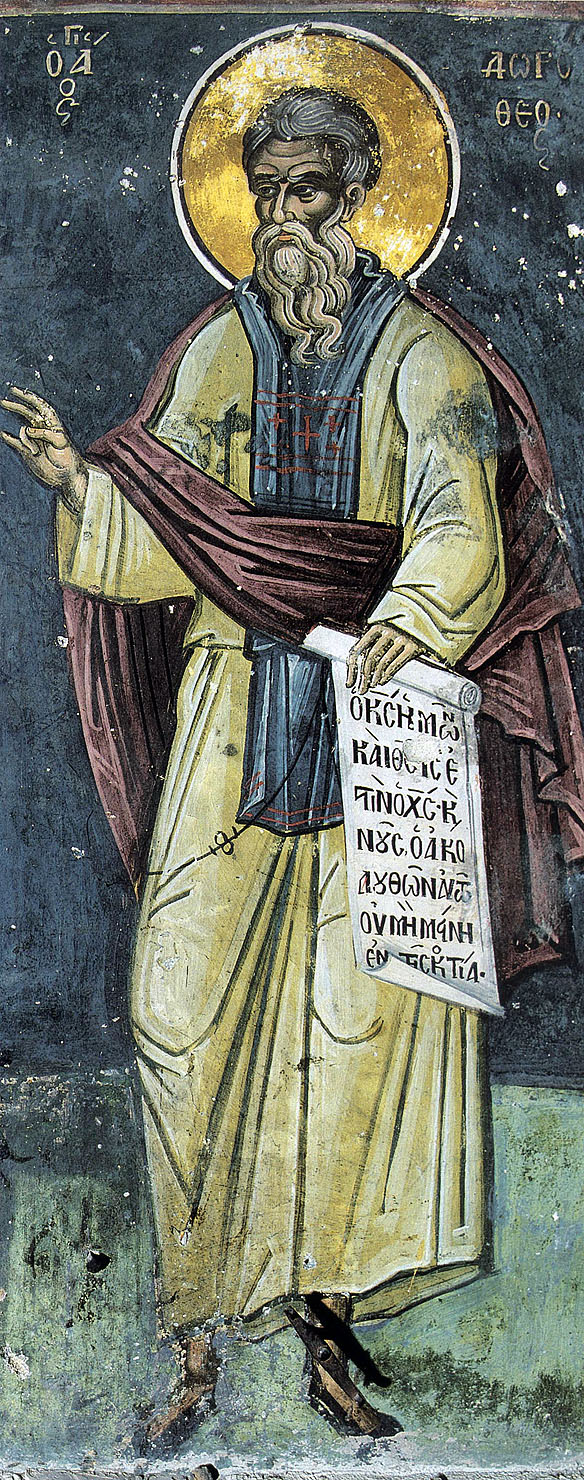
Dorothée de Gaza (Dorothée l'Archimandrite).

Au cours des siècles, les apophtegmes furent transposés du désert aux couvents et monastères dans le but de contribuer à la formation spirituelle des moines. Le compilateur, qui devint alors auteur, les regroupait en une suite de chapitres dont la fonction était de faire surgir une doctrine, les Pères étant retenus plus pour ce qu'ils disent que pour ce qu'ils sont. Une autre fonction fut inaugurée avec les premiers grands docteurs de la spiritualité monastique (Jean Cassien, Isaïe de Scété, Dorothée de Gaza…) qui ne se contentèrent pas de regrouper les paroles mais explicitèrent et actualisèrent le sens de telle ou telle parole, prenant appui sur elle pour élaborer un enseignement. La fonction des apophtegmes n'était plus d'ouvrir à un dialogue, ni de faire surgir une doctrine, mais de fonder une spiritualité en l'appuyant sur une tradition. Plus tard, les apophtegmes ne furent plus utilisés pour fonder une doctrine mais seulement pour la confirmer ou l'illustrer, et entrèrent dans la catégorie des exempla, comme c'est le cas dans le Traité de la Perfection chrétienne du Père Rodriguez au XVIe siècle.

## Écrits
Parmi les paroles d'ermites qui vivaient dans le désert d'Égypte, les Apophtegmes des Père (IVe et Ve siècles) rapportent celles-ci,.
Le peu que tu fais maintenant

« Abba Antoine dit : « Celui qui demeure au désert et vit dans le recueillement est débarrassé de trois combats, ceux de l'ouïe, du bavardage et de la vue ; il n'a plus affaire qu'à un seul, celui du cœur. »
Un frère interrogea un vieillard, disant : « Que faire, père, car je n'agis pas du tout comme un moine, mais, avec beaucoup d'insouciance, je mange, je bois, je dors, et je suis sans cesse dans de mauvaises pensées et un grand trouble, passant d'un travail à un autre, d'une pensée à une autre ? » Le vieillard dit : « Toi, demeure dans ta cellule et fais sans trouble ce que tu peux faire. Je considère, en effet, que le peu que tu fais maintenant vaut autant que les grandes œuvres qu'accomplissait abba Antoine dans le désert, et je crois que celui qui demeure dans sa cellule à cause du nom de Dieu et garde sa conscience se trouve, lui aussi, au lieu où se trouve abba Antoine. » »

— Apophtegmes des Pères. Collection systématique II, I et VII, 4, trad. J.-C. GUY, Paris, Cerf, coll. « Sources Chrétiennes » 387, p. 125 et 375,,.

### Œuvres
- Thomas Merton (trad. Marie Tadié), La sagesse du désert : Apophtegmes des Pères du désert du IVe siècle, Éditions Albin Michel, 2006  (ISBN 978-2226172754).
- Jean-Claude Guy, Paroles des anciens : Apophtegmes des pères du désert, Éditions du Seuil, 2000  (ISBN 978-2020043946).
- Abbaye Saint-Pierre de Solesmes, Les Sentences des Pères du désert. Éditions Abbaye Saint-Pierre Saint-Céneré, 1966-1985.
  - Les Sentences des Pères du désert, les apophtegmes des Pères (recension de Pélage et Jean), trad. Dom Jean Dion et Dom Guy Oury, intro. Dom Lucien Regnault, 1966, 314 p.
  - Nouveau recueil. Apophtegmes inédits ou peu connus, présentation Dom Lucien Regnault, trad. du grec, du latin et du copte par les moines de Solesmes, 1970, 340 p. P. 253-274 : apophtegmes traduits de l'arménien. P. 219-251 : traduits du syriaque. P. 277-285 : traduits du copte. P. 129-137. P. 287-331 : traduits de l'éthiopien.
  - Troisième recueil et tables, 1976, 381 p. P. 129-137 : apophtegmes traduits du latin.
  - Collection alphabétique, trad. du grec, du latin et du copte, 1981, 347 p.
  - Série des anonymes, trad. et présentation Dom Lucien Regnault, 1985, 367 p.
  - Les chemins de Dieu au désert. La collection systématique des 'Apophtegmes des Pères' , 1992, 348 p. (Nouvelle traduction refondue des 1er et 3e recueils des Sentences des Pères du désert en 1966 et 1976).
- Regnault, Lucien. Les chemins de Dieu au désert : collection systematique des Apophtegmes des Pères. Solesmes : Éditions de Solesmes, 1992.
- Regnault, Lucien. Les Sentences des Pères du Désert : troisième recueil et tables. Sablé-sur-Sarthe : Solesmes, 1976.
- Chaîne M. (ed). Le manuscrit de la version copte en dialect sahidique des "Apophthegmata Patrum". Bibliothèque d'études coptes 6. Cairo : Institut Français d'Archéologie Orientale, 1960.
- Leloir, Louis (ed). Paterica armeniaca a P. P. Mechitaristis edita (1855) nunc latine reddita. CSCO 353, 361, 371, 379. Louvain : Secrétariat du Corpus SCO, 1974–1976.
- Clavis Patrum Græcorum, CPG 5560-5615.

### Études
- Derwas Chitty (en), Et le désert devint une cité, Éditions Abbaye de Bellefontaine, 1997  (ISBN 978-2855890319).
- Lucien Regnault, Vie quotidienne des pères du désert en Egypte au IVè siècle, Hachette Littératures, coll. « La Vie quotidienne », 1990, 322 p. (ISBN 978-2-01-015832-2)
- Lucien Regnault, Les Pères du désert : à travers leurs apophtegmes, Éditions de Solesmes, 2005, 236 p.  (ISBN 978-2852741126)